# Vincent Barteau
Vincent Barteau (Caen, 18 de marzo de 1962) es un ciclista francés, que fue profesional de 1983 a 1990. Su mayor logro fue la victoria de etapa en el Tour de Francia 1989

## Palmarés
| 1982 - 1 etapa del Tour de Vaucluse - 1 etapa del Tour de Limousin 1983 - 1 etapa del Circuito de la Sarthe - 1 etapa del Tour del Porvenir 1984 - 1 etapa del Tour de Vaucluse - 1 etapa del Tour de l’Oise | 1985 - 1 etapa del Tour d'Armorique 1986 - 1 etapa de los Cuatro Días de Dunkerque 1989 - 1 etapa del Tour de Francia 1990 - 1 etapa del Gran Premio de Midi Libre |

## Resultados en las grandes vueltas
| Carrera         | 1983 | 1984 | 1985 | 1986 | 1987 | 1988 | 1989 | 1990  |
| --------------- | ---- | ---- | ---- | ---- | ---- | ---- | ---- | ----- |
| Giro de Italia  | -    | -    | -    | -    | -    | -    | -    | -     |
| Tour de Francia | -    | 28.º | -    | Ab.  | -    | -    | 97.º | 133.º |
| Vuelta a España | -    | -    | -    | -    | -    | -    | -    | -     |
| Mundial en Ruta | -    | -    | -    | -    | -    | -    | -    | -     |

-: no participa

Ab.: abandono

F.c.: descalificado por "fuera de control"